# Ron McGovney
Ron McGovney, född 2 november 1963, är en amerikansk musiker. Han var basist i Metallica, som han grundade tillsammans med sin barndomsvän James Hetfield under deras första år 1981-1982 och medverkade på några av bandets demos, däribland No Life 'Til Leather, varav flera var inspelade i McGovneys garage. Han lämnade gruppen i november 1982. Han pekade på upprepade konflikter med gitarristen Dave Mustaine, som bland annat fysiskt attackerade honom och förstörde hans bas genom att hälla öl i elektroniken efter ett bråk. Han blev ersatt av Cliff Burton, som Hetfield och Lars Ulrich redan hade börjat spana in innan McGovney lämnade bandet. Han har senare spelat i bandet Phantasm, men har i stort sett distanserat sig från musikvärlden.